# 南方副狮子鱼
南方副狮子鱼（学名：Paraliparis meridionalis）为輻鰭魚綱鮋形目杜父魚亞目獅子鱼科副狮子鱼属的鱼类。在中国，分布于东海冲绳海沟等。该物种的模式产地在东海冲绳海沟。
它600至932公尺深之海域生活。

## 扩展阅读
維基物種上的相關：南方副狮子鱼